# Siège de Shaizar
Période intermédiaire post-Première croisade
Batailles
- Arsouf
- Mélitène
- Croisades de secours
- Ramla (1er)
- Ramla (2e)
- Tripoli
- Harran
- Artah
- Ramla (3e)
- Croisade norvégienne
- Sidon
- Champ du Sang
- Hab
- Azâz
- Ba'rin
- Shaizar
- Édesse

Le siège de Shaizar se déroule du 28 avril au 21 mai 1138. Les forces conjointes de l'Empire byzantin, de la principauté d'Antioche et du comté d'Édesse décident alors d'assiéger la cité de Shaizar en Syrie, qui est la capitale de l'émirat Munqidhite. À l'issue de ce siège, l'émir de Shaizar est contraint de payer un tribut et devient le vassal de l'empereur byzantin. Toutefois, cette bataille met en évidence la nature limitée de la souveraineté byzantine sur les États latins d'Orient septentrionaux et le manque de but commun entre l'empereur byzantin et les princes latins.

## Contexte
L'empereur byzantin Jean II Comnène est, au moment du siège, débarrassé de toute menace extérieure dans les Balkans. Il peut alors concentrer toute son attention sur le Levant où il désire renforcer la prétention byzantine à exercer sa suzeraineté sur les États croisés, notamment sur la principauté d'Antioche. Ces droits datent du traité de Devol de 1108 par lequel Bohémond Ier d'Antioche reconnaît son statut de vassal de l'Empire mais celui-ci n'a pas été, jusque-là, en mesure de le faire appliquer. Pour prétendre à contrôler Antioche, Jean Comnène doit d'abord reprendre le contrôle de la Cilicie. En 1037, il s'empare de Tarse, Adana et Mopsueste aux dépens du royaume arménien de Cilicie, dont le prince Léon Ier est emmené captif à Constantinople avec la plupart de sa famille.
Le contrôle de la Cilicie ouvre aux Byzantins la route de la principauté d'Antioche. Face à l'arrivée de l'importante armée byzantine, Raymond de Poitiers, le prince d'Antioche et Josselin II d'Édesse reconnaissent qu'ils sont les vassaux de l'empereur. Jean demande la reddition inconditionnelle d'Antioche, ce que Raymond accepte après avoir demandé la permission à Foulques V d'Anjou, le roi de Jérusalem. L'accord par lequel Raymond fait hommage à Jean est explicitement basé sur le traité de Devol mais va encore plus loin que celui-ci. Raymond, qui est reconnu en tant que vassal impérial à Antioche, promet à l'empereur l'entrée libre dans la cité et entreprend de livrer celle-ci en échange de l'obtention des villes d'Alep, de Shaizar, de Homs et de Hama, dès leur conquête aux dépens des Musulmans. De ce fait, Raymond pourrait gouverner ces nouveaux territoires et la région d'Antioche reviendrait dans le giron byzantin.

## La campagne
En février, sur ordre de l'empereur byzantin, les autorités d'Antioche arrêtent tous les marchands et les voyageurs en provenance d'Alep et des autres villes musulmanes pour empêcher la divulgation des préparatifs militaires. En mars, l'armée impériale traverse la Cilicie jusqu'à Antioche et les contingents de la principauté d'Antioche et du comté d'Edesse, renforcés par une compagnie de Templiers, la rejoignent. Cette force traverse les territoires ennemis et occupent Balat le 3 avril avant d'atteindre Biza'a qui résiste durant cinq jours. Les armées chrétiennes espèrent qu'Alep puisse être prise par surprise. Zengi, le chef musulman le plus puissant en Syrie, est en train d'assiéger Hama, occupée par une garnison issue de Damas. Toutefois, a été suffisamment prévenu des mouvements de l'armée impériale pour renforcer rapidement les défenses d'Alep. Le 20 avril, les Chrétiens prennent la ville d'assaut mais ils ne parviennent pas à en briser les défenses. Jean Comnène décide alors de diriger son armée vers le sud pour assaillir les places d'Athereb, Ma'arrat al-Numan et Kafartab. L'objectif final de l'empereur est la prise de la cité de Shaizar. Ce choix s'explique probablement par le fait que cette ville est la capitale d'un émirat indépendant, dirigé par la dynastie Munqidhite. De ce fait, il est estimé que Zengi pourrait s'en désintéresser et ne pas lui envoyer de renforts.

## Le siège
Au début du siège, les deux princes croisés sont méfiants l'un envers l'autre ainsi qu'à l'égard et de Jean Comnène. Aucun ne veut que l'un de ses alliés n'accroisse son influence grâce à cette campagne. En outre, Raymond désire conserver Antioche dont la population est majoritairement chrétienne. Des villes largement musulmanes et très exposées aux Zengides comme Alep ou Shaizar ne lui apparaissent pas comme des places intéressantes. Du fait de ce manque d'intérêt de ses alliés dans sa campagne, l'empereur est rapidement contraint de se reposer uniquement sur ses propres ressources.

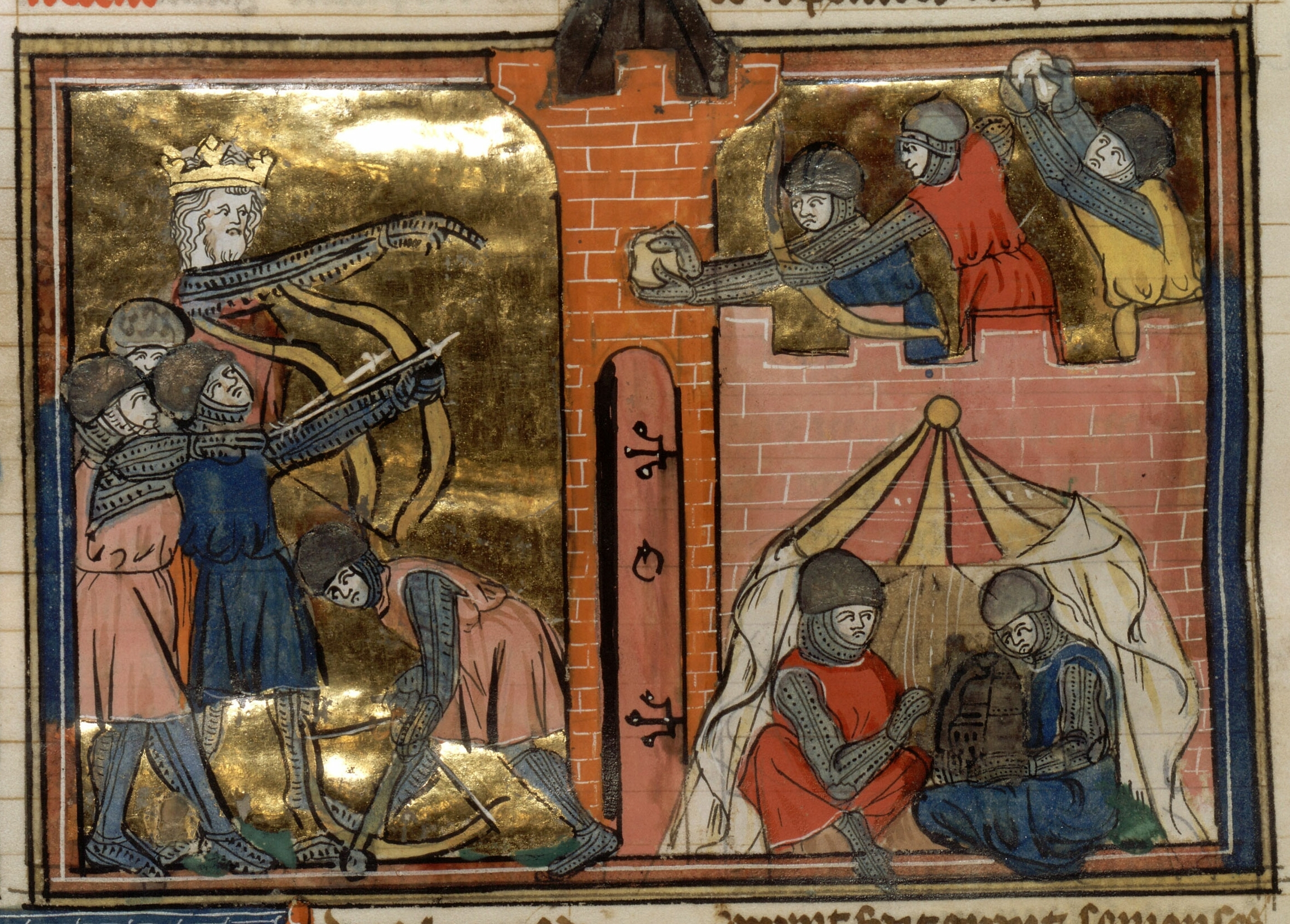
Jean II Comnène dirige le siège tandis que ses alliés croisés restent assis dans leur camp. Manuscrit français datant de 1338.

Après quelques escarmouches, Jean II organise son armée en plusieurs divisions basées sur les nationalités de ses soldats. Chacune des divisions a des armes et un équipement particulier et paradent devant la ville pour impressionner les assiégés. Si Jean Comnène est particulièrement impliqué dans la cause chrétienne liée à la campagne de Syrie, ses alliés Raymond d'Antioche et Josselin d'Edesse préfèrent jouer aux dés et organiser des festivités plutôt que de l'aider à renforcer le siège. Les reproches de l'empereur ne parviennent qu'à les entraîner à mener des actions superficielles et sporadiques. Les sources latines et musulmanes décrivent l'action de Jean comme énergique et courageuse dans la mise en œuvre du siège. Il n'hésite pas à encourager ses troupes et supervise les engins de siège tandis qu'il s'enquiert aussi du sort des blessés. Les murs de Shaizar sont bombardés par les trébuchets qui sont une partie du vaste ensemble des armes de siège byzantines. Le neveu de l'émir de Shaizar, le poète, écrivain et diplomate Oussama Ibn Mounqidh, rapporte l'ampleur des dévastations causées par l'artillerie byzantine qui pouvait anéantir une maison entière grâce à un seul projectile.
Si la cité finit par être prise, la citadelle, protégée par des falaises et l'opiniâtreté de ses défenseurs, continuent à résister. Dans le même temps, Zengi parvient lentement à constituer une armée de renforts et se met en marche vers Shaizar. Si elle est inférieure en nombre aux forces chrétiennes, Jean est réticent à engager le combat et à laisser ses engins de siège derrière lui tandis qu'il continue à se méfier de ses alliés. Au même moment, le sultan Ibn Moundiqh, l'émir de Shaizar, accepte de payer une importante somme d'argent et de livrer une table sertie de bijoux ainsi qu'une croix incrustée de rubis qui aurait été faite pour Constantin le Grand. L'émir devient alors le vassal de Jean et s'engage à lui payer un tribut annuel. L'empereur, confronté à l'attitude de ses alliés qui le handicapent dans son action, accepte l'offre et le siège est levé le 21 mai,.

## Conséquences

Carte du Proche-Orient à l'époque du siège.

Après le siège, les troupes de Zengi harcèlent les forces chrétiennes sans oser s'opposer fermement à leur marche qui les conduit à Antioche. Là, Jean fait une entrée cérémonielle dans la ville. Toutefois, Raymond et Josselin ont conspiré pour repousser la promesse de céder la citadelle d'Antioche à l'empereur. Pour cela, ils ont suscité une émeute populaire dans la cité dirigée contre Jean et la communauté grecque locale. Dans le même temps, l'empereur apprend qu'une invasion ou un raid est mené par les Seldjoukides en Cilicie et il renonce à insister pour obtenir le contrôle de la citadelle au profit d'un simple renouvellement de leurs serments de loyauté par les deux princes croisés. Il part ensuite punir le sultan Mas`ûd Ier avant de revenir à Constantinople. Ce départ de la Syrie répond avant tout à la nécessité des événements alors même que ses ambitions de départ ne sont que partiellement réalisées. La campagne de Shaizar souligne que la suzeraineté que l'Empire byzantin prétend avoir sur les États croisés n'a qu'une portée politique limitée malgré son prestige symbolique. Les Croisés profitent de la sécurité que leur procure un lien distant avec l'Empire byzantin lorsqu'ils sont menacés par les forces musulmanes. Toutefois, dès lors que l'armée byzantine agit directement dans la région, leurs intérêts propres et leur volonté réitérée d'indépendance politique prennent le pas sur leurs obligations envers l'empereur. De ce fait, ils n'accordent que peu d'importance aux avantages possibles pour la cause chrétienne au Levant d'une coopération avec les Byzantins,.
Jean II intervient de nouveau en Syrie en 1142 avec l'ambition de prendre Antioche par la force et d'y imposer directement l'autorité byzantine. Toutefois, sa mort au printemps 1143 lors d'une partie de chasse met un terme à ce projet. Manuel Ier Comnène, son fils et successeur, conduit l'armée à Constantinople pour garantir son autorité au sein de la capitale et l'opportunité pour les Byzantins de rétablir complètement leur autorité sur Antioche disparaît,.